# Archocamenta ventricosa
Archocamenta ventricosa är en skalbaggsart som beskrevs av Karl Henrik Boheman 1860. Archocamenta ventricosa ingår i släktet Archocamenta och familjen Melolonthidae. Inga underarter finns listade.